# Miomyrmex impactus
Miomyrmex impactus är en myrart som först beskrevs av Cockerell 1927.  Miomyrmex impactus ingår i släktet Miomyrmex och familjen myror. Inga underarter finns listade i Catalogue of Life.